# Castello di Anet
Il castello di Anet venne costruito 1547-52 da Philibert de l'Orme, presso Anet, storicamente in Normandia, ma oggi compresa nella Regione del Centro, per Diana di Poitiers, amante di Enrico II, che aveva conosciuto tramite il cardinale Jean du Bellay. Nel Medioevo sul medesimo sito esisteva un castello di cui abbiamo notizia nel 1444, forse di proprietà del re Carlo VII. 
Il Castello fu poi modificato nel XVI secolo, la corte d'onore fu ampliata. Nel corso del XVI secolo nello spazio intorno al castello furono creati dei giardini alla francese (parterres) delimitati da un cortile con colonnato. Il Castello conobbe nel XVII secolo il suo secolo d'oro. Nel 1686 avviene la prima assoluta di Acis et Galatée di Lully. 
Nel corso del XVIII secolo cadde in rovina e fu danneggiato durante la Rivoluzione Francese. Difatti ora sopravvivono solo due ali del castello, il muro d'Ingresso alla Corte d'Onore e la Cappella. Per tagliare le spese di manutenzione dei giardini ormai in disuso, i parterres furono sostituiti con un giardino all'Inglese, quel che rimaneva del cortile con Colonnato venne abbattuto nel XIX secolo.  Attualmente è aperto al pubblico.

## Collegamenti esterni

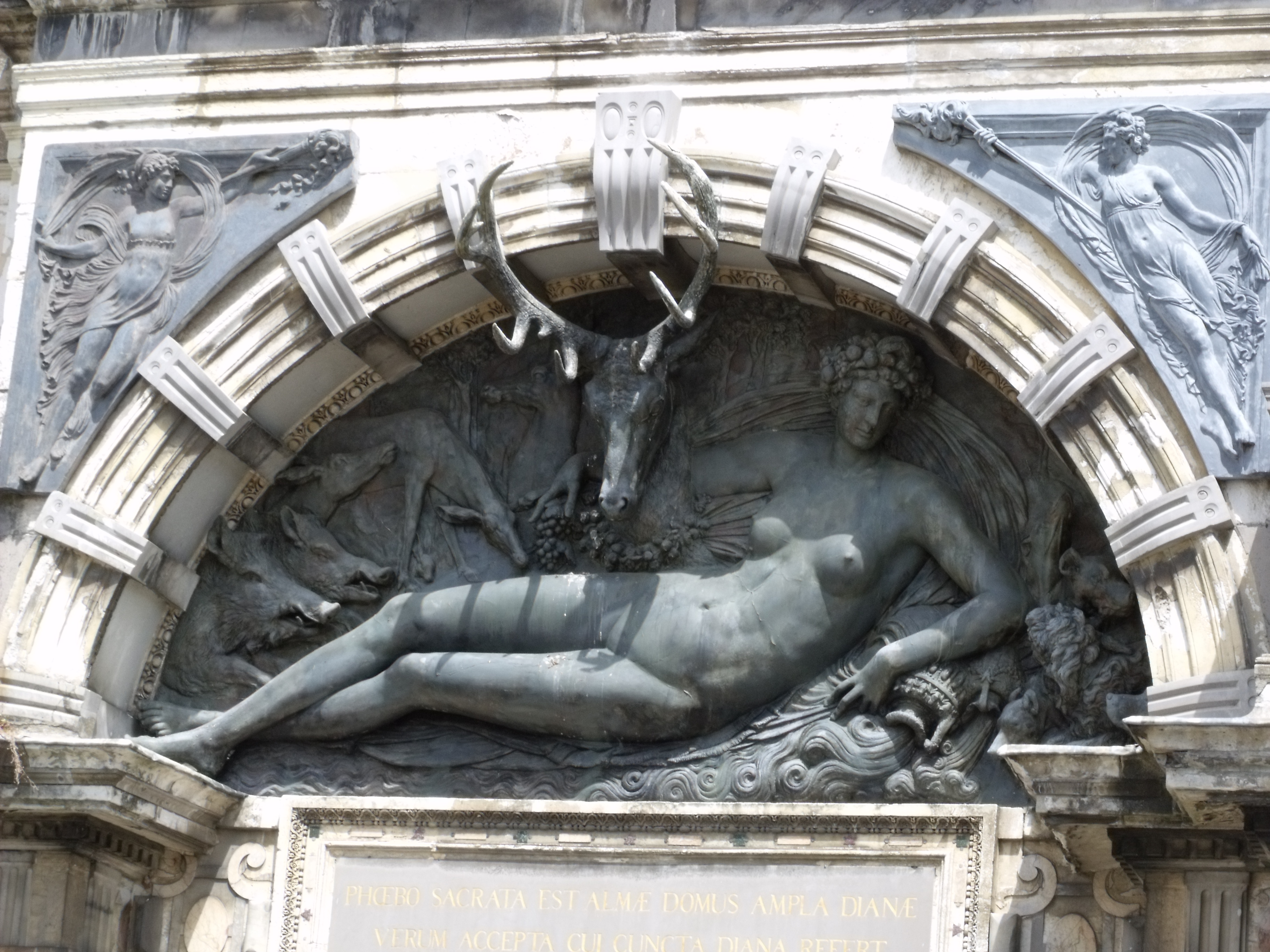
Diana presente nel Castello di Anet
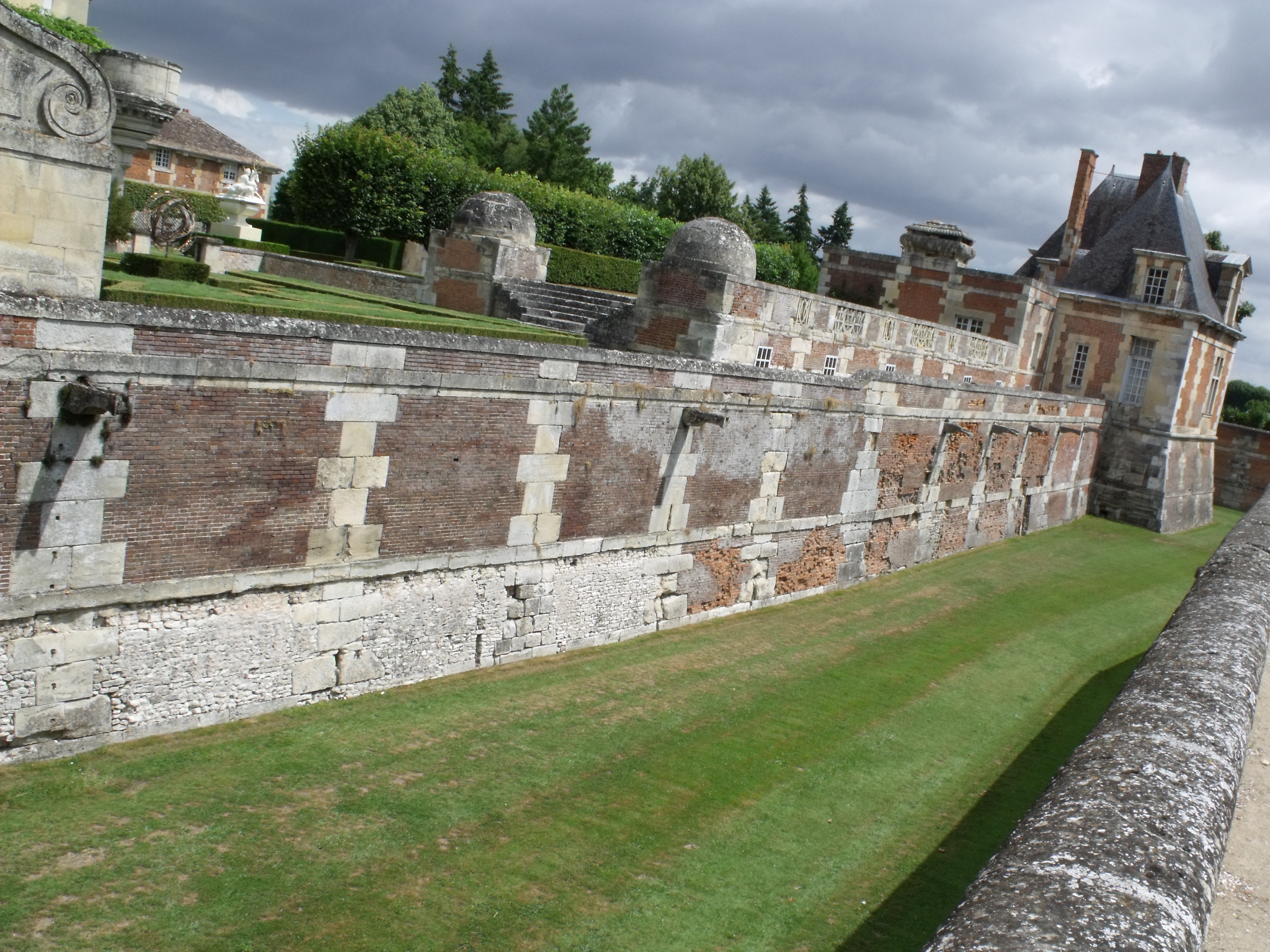
Veduta del fossato del Castello
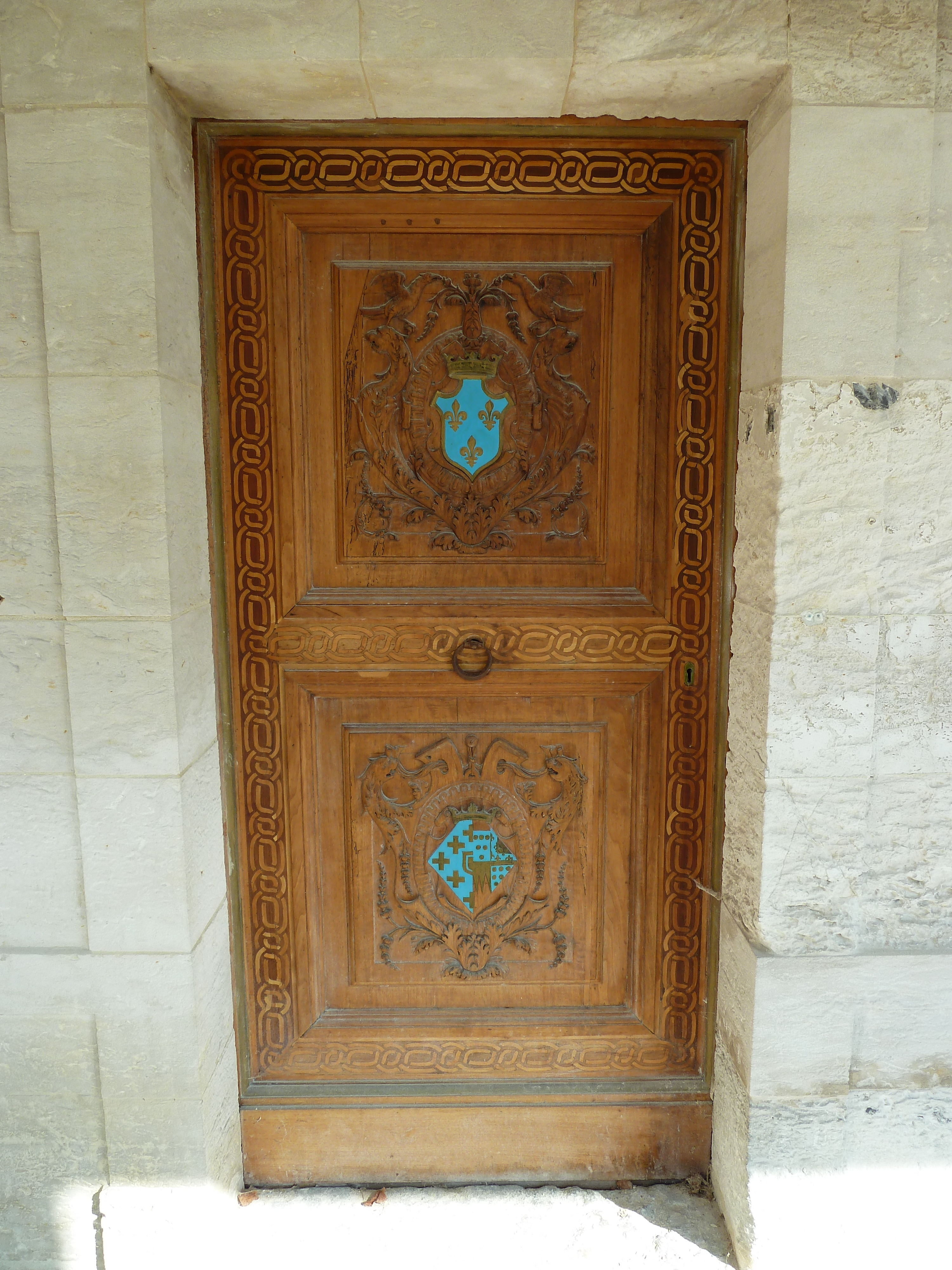
Dettaglio di una porta del Castello
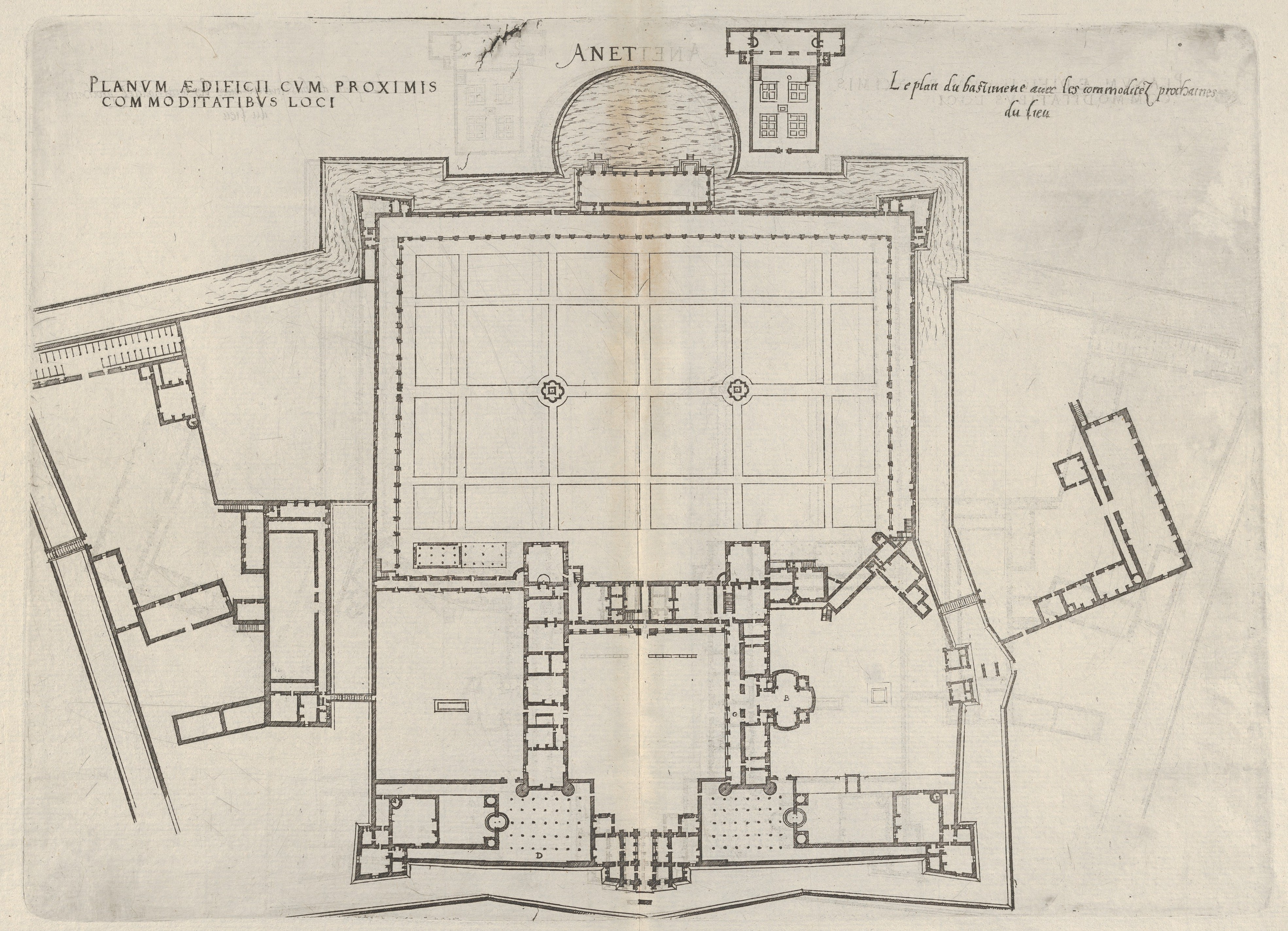
Planimetria del Castello nel XVII secolo
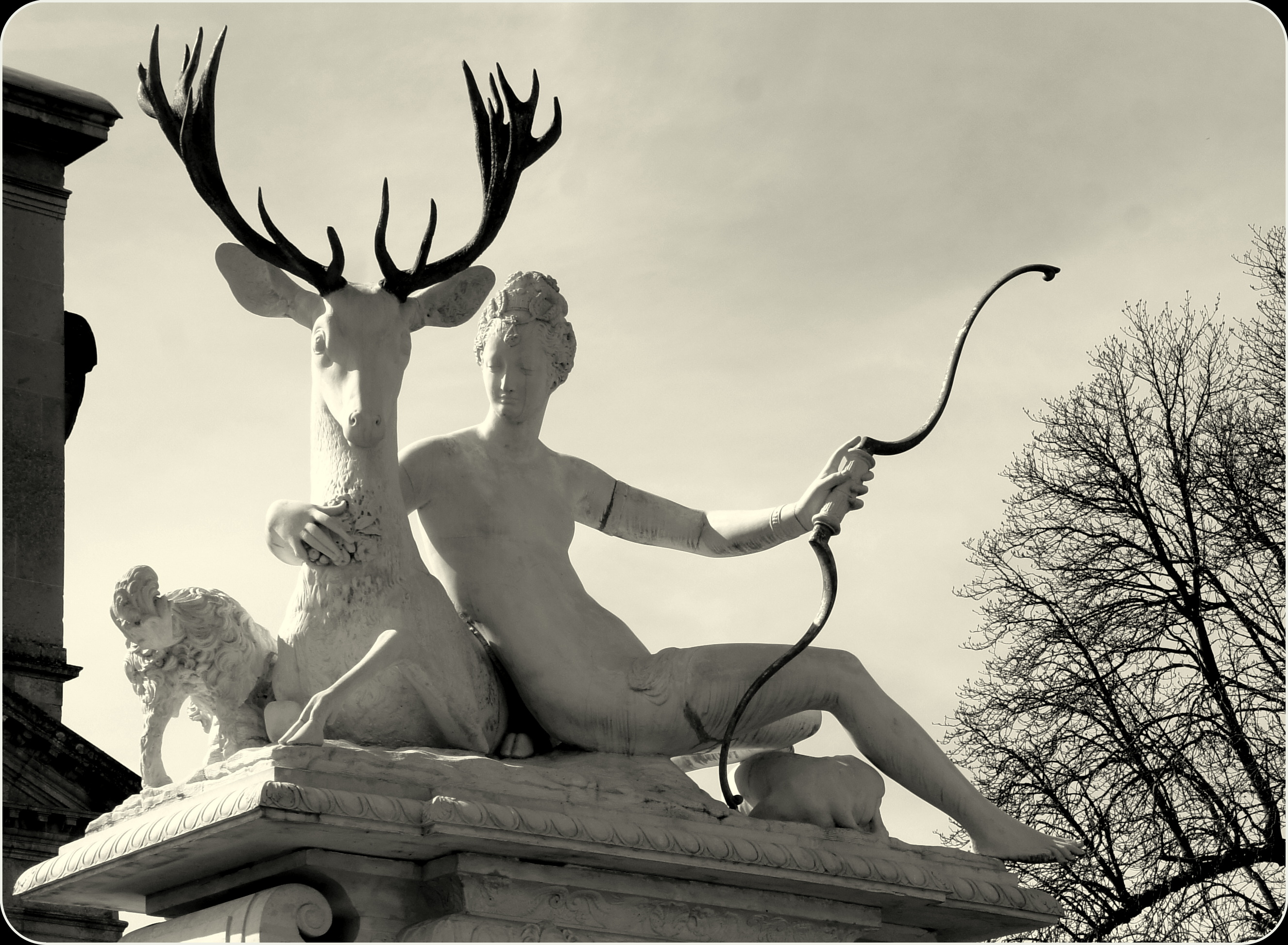
Statua di Diana posta all'esterno
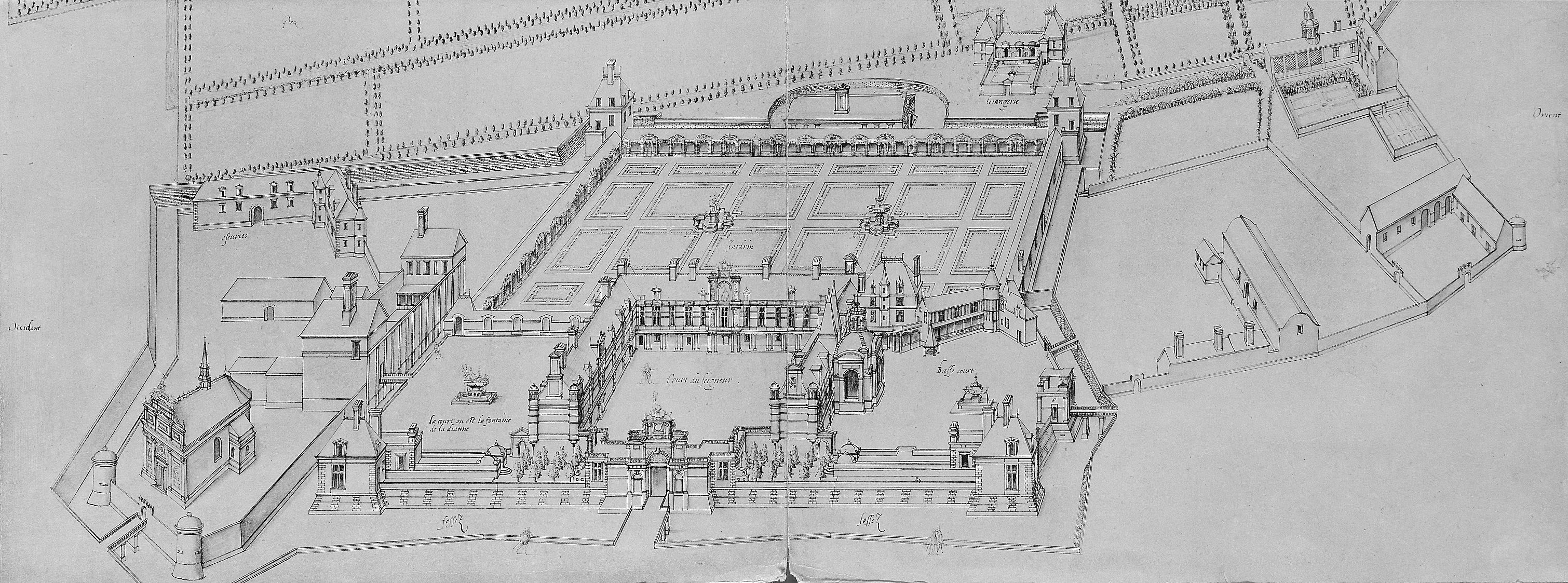
Il Castello nel XVII secolo
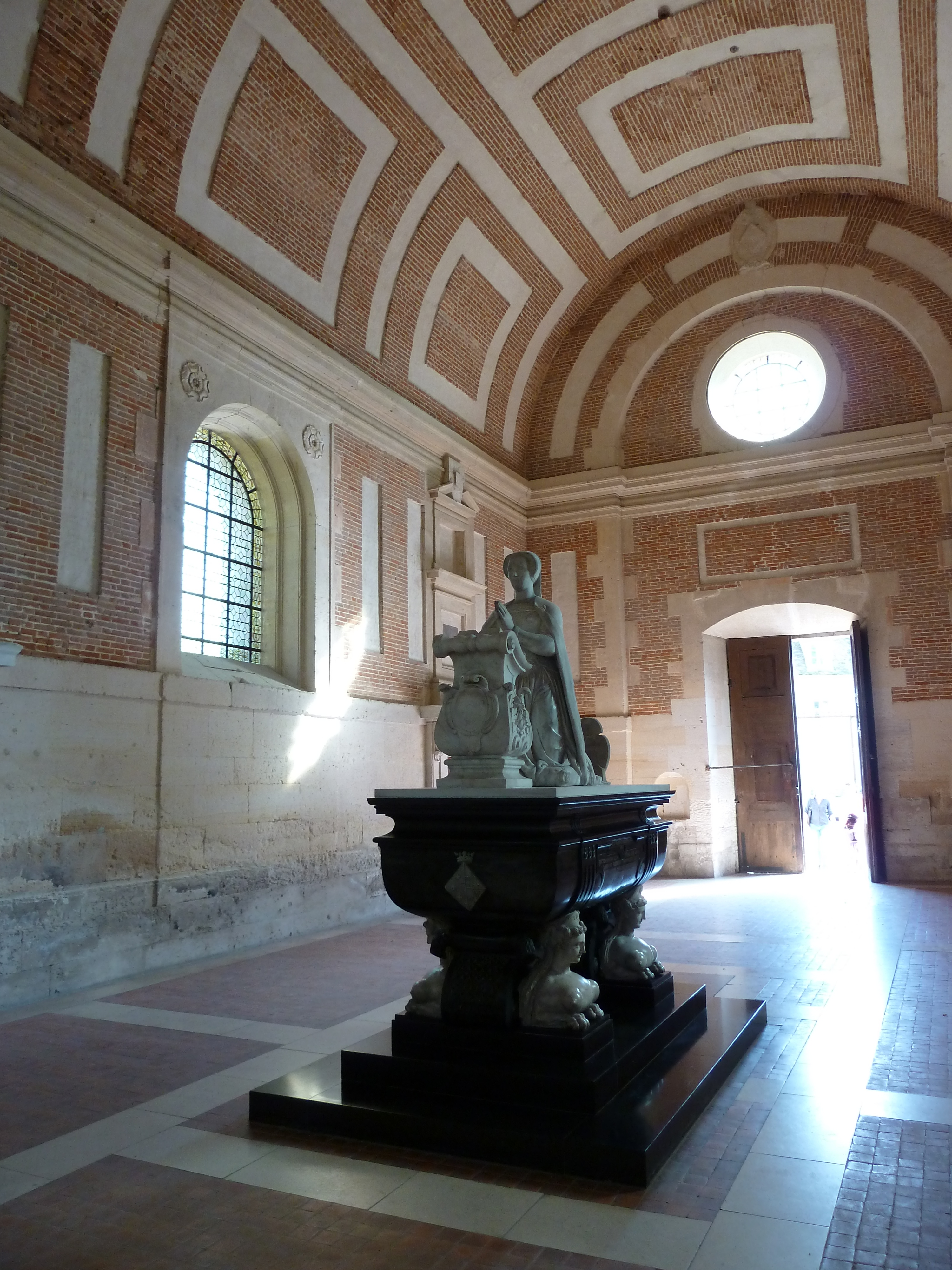
Interno della Cappella
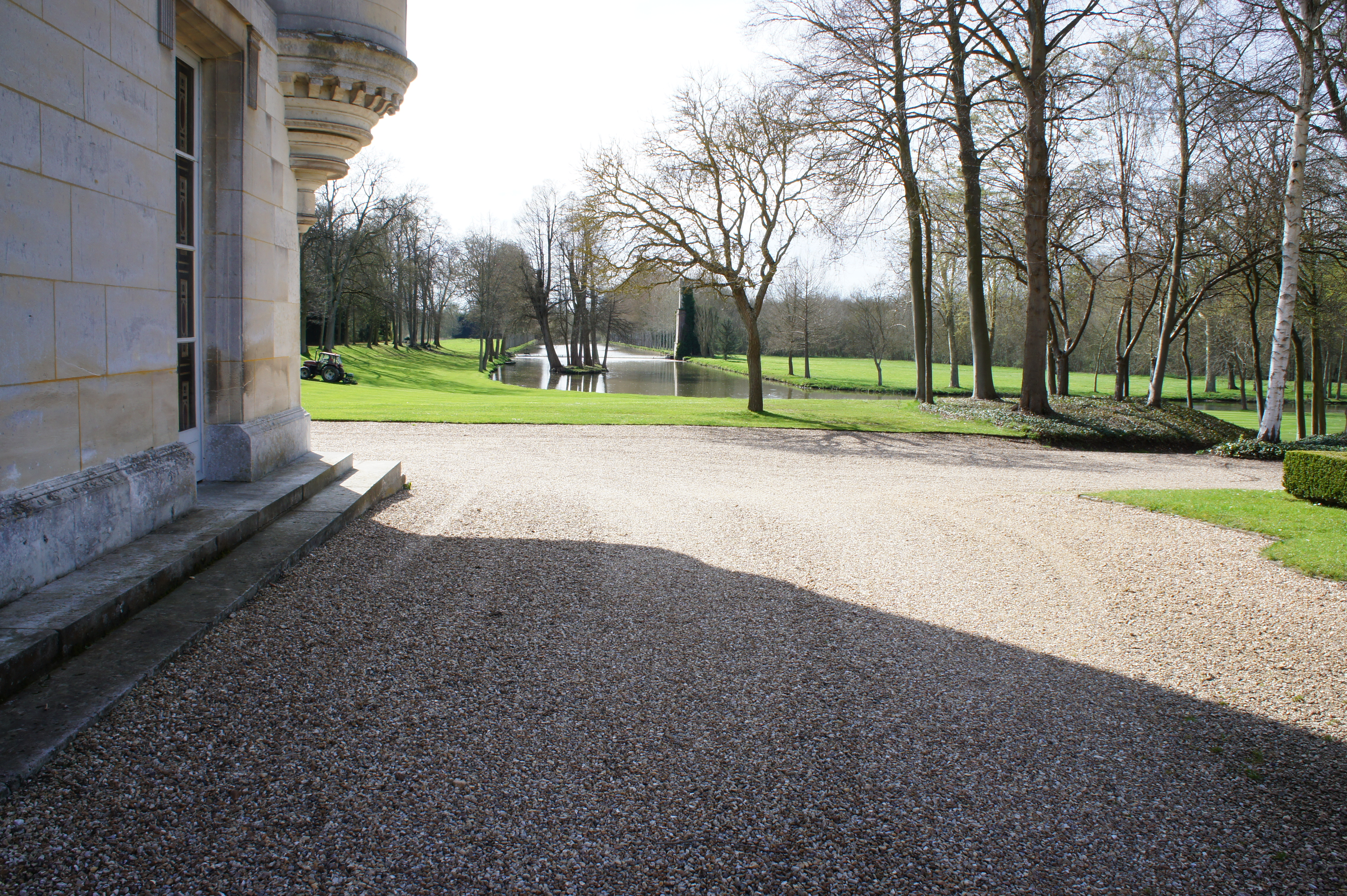
Vista attuale della corte. Si notino i giardini naturalistici all'Inglese